# Popielatek garbaty

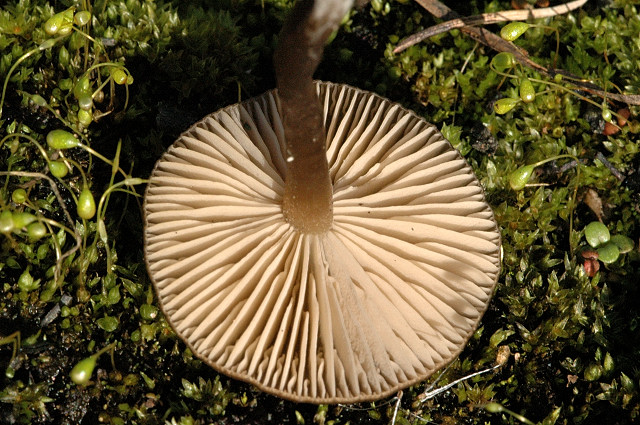

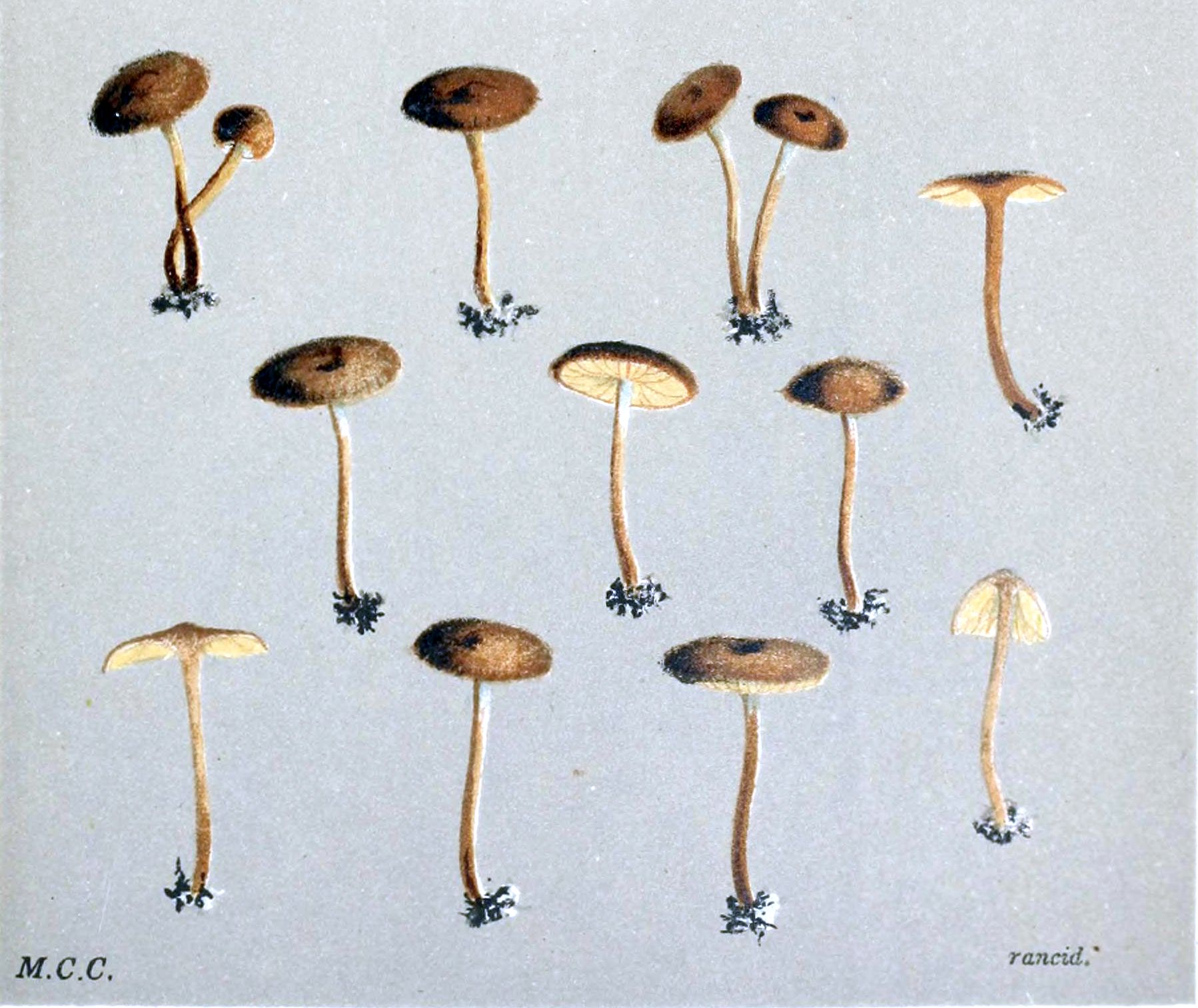

Popielatek garbaty, kępkowiec garbaty (Tephrocybe ambusta (Fr.) Donk) – gatunek grzybów należący do rodziny kępkowcowatych (Lyophyllaceae).

## Systematyka i nazewnictwo
Pozycja w klasyfikacji według Index Fungorum: Tephrocybe, Lyophyllaceae, Agaricales, Agaricomycetidae, Agaricomycetes, Agaricomycotina, Basidiomycota, Fungi.
Po raz pierwszy zdiagnozował go w 1821 r. Elias Fries nadając mu nazwę Agaricus umbratilis ß ambustus. Obecną, uznaną przez Index Fungorum nazwę nadał mu Marinus Anton Donk w 1962 r.
Synonimy nazwy naukowej:
- Agaricus ambustus (Fr.) Fr. 1821
- Agaricus umbratilis ß ambustus Fr. 1821
- Collybia ambusta (Fr.) Quél. 1872
- Lyophyllum ambustum (Fr.) Singer 1943
- Tephrophana ambusta (Fr.) Kühner 1938

Polska nazwa popielatek dla rodzaju Tephrocybe występuje w pracy Barbary Gumińskiej i Władysława Wojewody z 1999 roku (jest tam wymieniony popielatek bagienny Tephrocybe palustris). W 2003 r. W. Wojewoda zaproponował nazwę kępkowiec garbaty, jest ona jednak niespójna z aktualną nazwą naukową. Nazwa popielatek garbaty występuje m.in. w atlasie grzybów Pavola Škubli.

## Morfologia
Kapelusz
O średnicy 1–2 cm, początkowo łukowaty, potem półkulisty, czasem nieco na środku wklęsły, zazwyczaj z brodawkowatym garbkiem na szczycie. Brzeg długo podwinięty, delikatnie prążkowany, ząbkowany. Powierzchnia matowa, gładka, higrofaniczna, o barwie od jasno– do ciemnobrązowej, w stanie wilgotnym ochrowej. Brzeg jaśniejszy.
Blaszki
Szerokie i szeroko do trzonu przyrośnięte, brązowoszare. Ostrza gładkie.
Trzon
Wysokość 2,5–4,5 cm, grubość 1,5–2,5 mm, walcowaty, początkowo pełny, potem pusty, sprężysty. Powierzchnia gładka, matowa, początkowo brudnoszarawa, potem brązowa.
Miąższ
Szarobrązowy, cienki. Zapach i smak słaby, mączny.

## Występowanie
Znane jest występowanie popielatka garbatego w Europie i w Japonii. W Polsce podano wiele jego stanowisk.
Występuje w lasach iglastych, na rozkładającej się leśnej ściółce pomiędzy mchami, zwłaszcza na igliwiu świerka i na wypaleniskach (grzyb wypaleniskowy).

## Gatunki podobne
Na wypaleniskach występują dwa podobne gatunki: popielatek węglolubny (Tephrocybe antracophila) i popielatek czarniawy (Tephrocybe atrata). Pewne ich rozróżnienie możliwe jest tylko analizą mikroskopową.